# Saint-Elzéar
Saint-Elzéar es un municipio canadiense situado en la provincia de Quebec.

## Superficie
Saint-Elzéar tiene una superficie de 87,07 km².

## Demografía
En 2021, tenía 2623 habitantes, una densidad poblacional de 30,1 hab./km², y 1031 viviendas.